# Cheval lourd
Vous lisez un « bon article » labellisé en 2015.
Ne doit pas être confondu avec Cheval de trait.

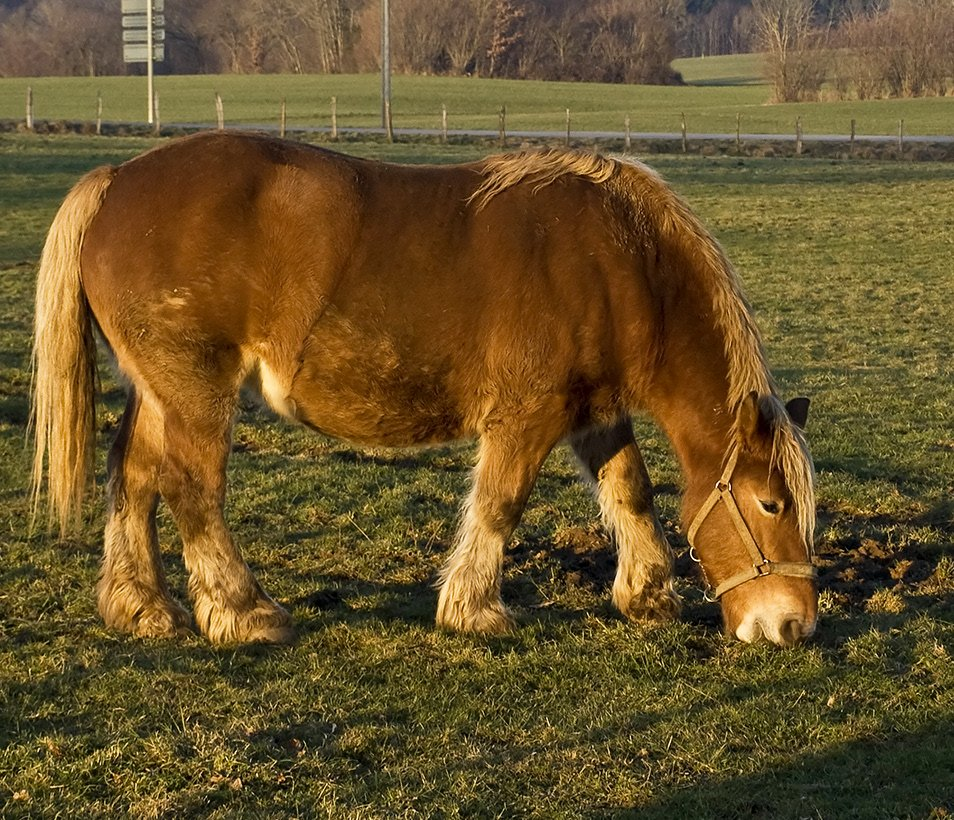
Cheval lourd de race comtoise.

Un cheval lourd, ou cheval de boucherie, est un cheval élevé pour son aptitude à donner de la viande. Issus de races de trait autrefois employées pour le travail agricole, ces chevaux sont menacés d'extinction par la motorisation des activités agricoles. Cet état de fait pousse leurs éleveurs à rechercher de nouveaux débouchés économiques. Très faste dans les années 1980 en France, l'élevage du cheval lourd permet de sauvegarder ces races. Il s'est développé en Italie et en Espagne, mais recule en France, depuis le retour d'activités de travail avec les chevaux de trait.
Les chevaux lourds font l'objet d'une sélection sur leur vitesse de croissance et d'engraissement, ainsi que sur la fertilité et les qualités maternelles des juments. Cette sélection est très différente de celle qui prévaut chez un cheval de trait, et entraîne une vulnérabilité à des problèmes de santé spécifiques. Le cheval lourd n'est généralement ni dressé, ni même sociabilisé par son éleveur : il est abattu poulain, entre six et trente mois.
Cet élevage permet de valoriser les espaces herbagers de zones difficiles ou en déprise, y compris avec des bovins et des ovins. Il suscite aussi des controverses, en raison de l'état d'obésité des animaux, des comportements violents de certains éleveurs, et des refus sociétaux de l'abattage du cheval et de l'hippophagie.

## Définition
La notion de « cheval lourd » est une spécificité française : ce terme désigne un animal de rente, le cheval élevé pour la production de viande. L'historien rural Marcel Mavré l'analyse comme étant une dégradation de la notion de « cheval de trait », le cheval lourd étant directement issu du cheval de trait, qui est un animal de travail. Cette évolution du cheval lourd est très similaire à celle qui concerne les bovins « à viande », les bovins de trait pouvant être valorisés en bovins à viande.

## Histoire
L'histoire du cheval lourd est un exemple de « maintien en activité économique des races par changement d'orientation ».

### Origine

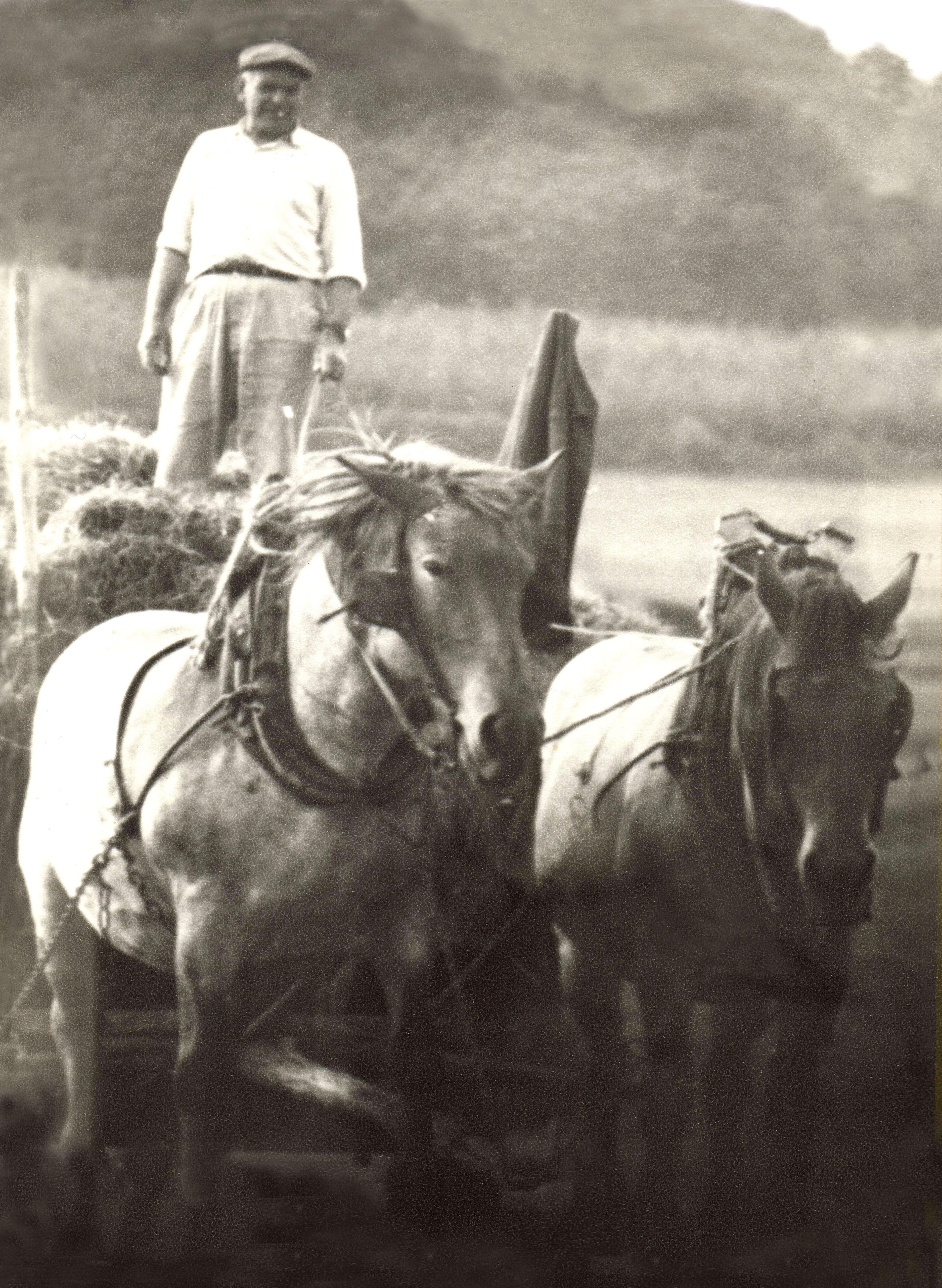
Chevaux de trait Ardennais lors de la fenaison du mois de juillet 1972 à Forrières.

Son origine remonte aux années 1960, en Europe, et tout particulièrement en France. Les éleveurs de chevaux de trait ne parviennent plus à vendre leur cheptel pour le travail agricole, et se retrouvent avec des animaux sans valeur commerciale, considérés comme dépassés par le tracteur. En cherchant des solutions pour poursuivre l'élevage de ces races, les responsables des registres des chevaux Boulonnais et Ardennais décident de les orienter vers la production de viande. Cette nouvelle orientation est officialisée en France le 23 juillet 1976, puis publiée dans le Journal officiel de la République française le 24 août 1976, lorsque le « cheval de trait » devient officiellement le « cheval lourd ».

### Mise en place
Dans les années 1970 et 1980, les Haras nationaux français encouragent les éleveurs à reconvertir leurs chevaux de trait en chevaux lourds, sur le modèle des bovins à viande. Ils mettent une série de mesures en place. Les chevaux adaptés à la traction ne sont plus distingués lors des concours d'élevage. Les éleveurs sont encouragés à présenter des chevaux avec une « musculature lourde », ce qui leur permet d'obtenir un bon prix de l'animal à l'abattage. Il s'ensuit une transformation physique conséquente de ces races, en une vingtaine d'années. 
D'après Marcel Mavré, leurs éleveurs sont « décriés à plus d'un titre ». Ainsi, en 1981, un éleveur belge de chevaux ardennais estime qu'il n'y a « pas besoin d'être un bon éleveur » pour produire du « cheval lourd », et que « ce ne sont plus des chevaux de trait, mais des bêtes à viande ». L'ouverture vers le marché italien dans les années 1980, grand consommateur de viande de jeune cheval de trait, entraîne une vague d'engouement pour l'élevage du cheval lourd en plein air intégral, en particulier en Bretagne, avec la race de trait locale. Ce modèle d'élevage s'exporte dans le Massif central et les Pyrénées,. En 1984, les allures des chevaux bouchers n'étant plus prises en compte, le test d'allures des étalons de type Postier breton est supprimé. La distinction entre les types trait et postier devient moins évidente chez la race bretonne. En 1985, le haras d'Hennebont envoie un énorme étalon reproducteur de type boucher nommé Oscar à Bannalec, dans le Finistère.
Vers 1985, les « chevaux lourds » français sont devenus beaucoup plus lourds et plus gras que par le passé. Ils sont désormais inaptes à la traction, d'autant plus que cet usage s'est raréfié, quand il n'a pas disparu. Leurs éleveurs, des amateurs de gros chevaux issus d'une nouvelle génération, surnomment les anciens chevaux de trait des « bicyclettes », par dérision. La construction de la « filière hippophagique », officiellement nommée « relance » dans les années 1980, permet de relier élevage et commercialisation de poulains lourds à l'échelle européenne, sur le modèle du taurillon. Ces mesures sont efficaces pour stopper la chute des effectifs des races de chevaux de trait et font émerger une nouvelle culture chez les éleveurs. Elles permettent aussi la relance de l'économie équestre agricole en Bretagne.

### Depuis les années 1990
Dans les années 1990, un mouvement de retour du cheval de trait s'amorce en France, et met un frein à sa transformation en « bête à viande spécialisée ». Cela « laisse un sentiment d'échec à tous les éleveurs qui en étaient activement partie prenante », en particulier ceux du Massif Central et des Pyrénées, qui se sont mis tardivement à cet élevage, et ont bénéficié de primes agro-environnementales aux races de chevaux menacées à partir de 1992. L'identité du cheval de trait change dans la perception des Européens,  se dissociant de l'animal de boucherie,. De plus, depuis 2010, le marché italien se montre moins dynamique, le prix du carburant augmentant de beaucoup le coût de l'export des chevaux en vif. En 2013, la viande d'un cheval lourd se négocie entre 1 € et 1,50 € le kilo par le marchand auprès de l'éleveur, toujours en grande majorité vers l'Italie.
Chez certaines races comme le Breton et le Comtois, le modèle du cheval lourd prédomine chez les éleveurs (2015) au détriment de celui du cheval de trait. Les éleveurs de chevaux de traction rencontrent des difficultés pour valoriser leurs animaux sur les concours d'élevage, ceux-ci étant jugés trop maigres par rapport aux chevaux lourds, qui sont pourtant objectivement en état de surpoids, voire d'obésité.

## Description

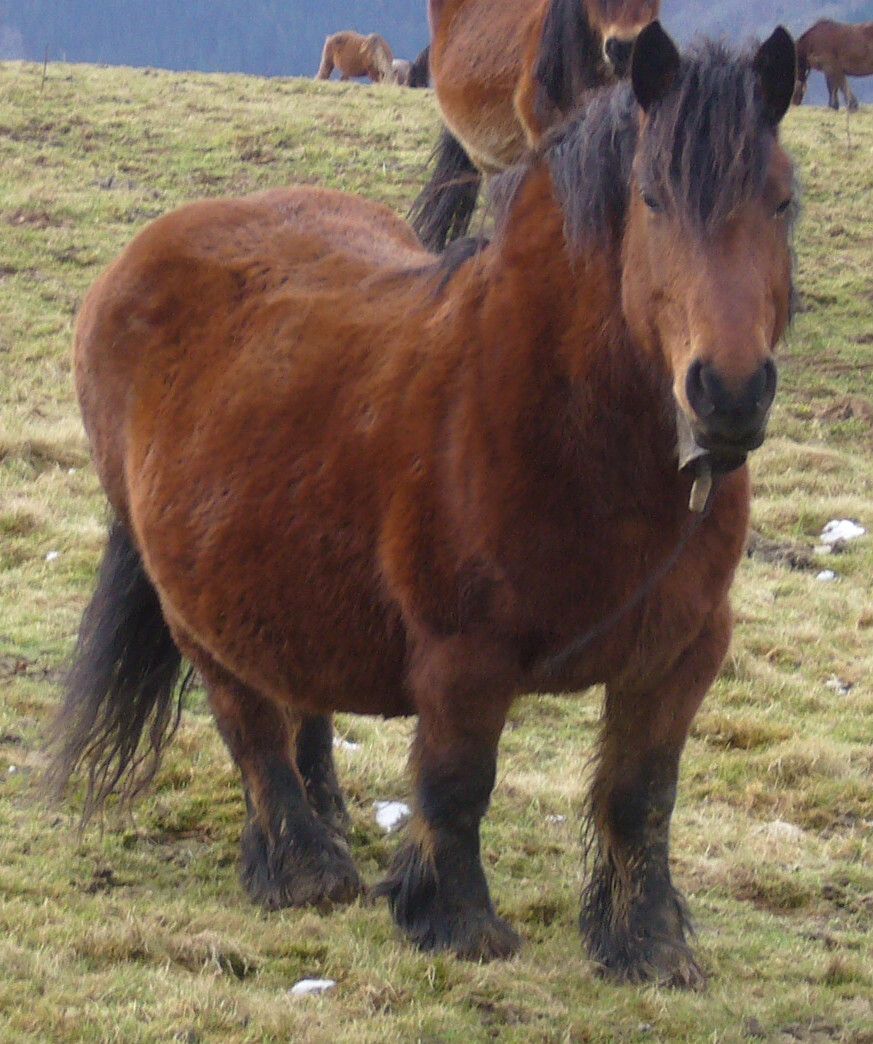
Le cheval des montagnes du Pays basque est une race de boucherie au modèle « optimisé » pour la viande.

Les caractéristiques recherchées chez un cheval destiné à faire du poids en carcasse ne sont pas les mêmes que celles d'un cheval de trait, ces deux orientations étant incompatibles entre elles. L'engraissement des chevaux lourds entraîne selon Bernadette Lizet une « déformation anormale du corps de l'animal ». Un cheval lourd est sélectionné sur sa capacité de croissance et d'engraissement, et sur les qualités maternelles des juments. Le poulain lourd est généralement abattu à un âge compris entre 6 et 30 mois. Pour l'engraissement, ils peuvent être nourris au foin naturel (ray-grass), mais aussi au maïs ensilage, au maïs grain, à la pulpe de betterave déshydratée, aux aliments concentrés, et au lupin. Certains éleveurs tentent des croisements entre plusieurs races (par exemple Breton et Comtois) pour obtenir des modèles de chevaux mieux adaptés.

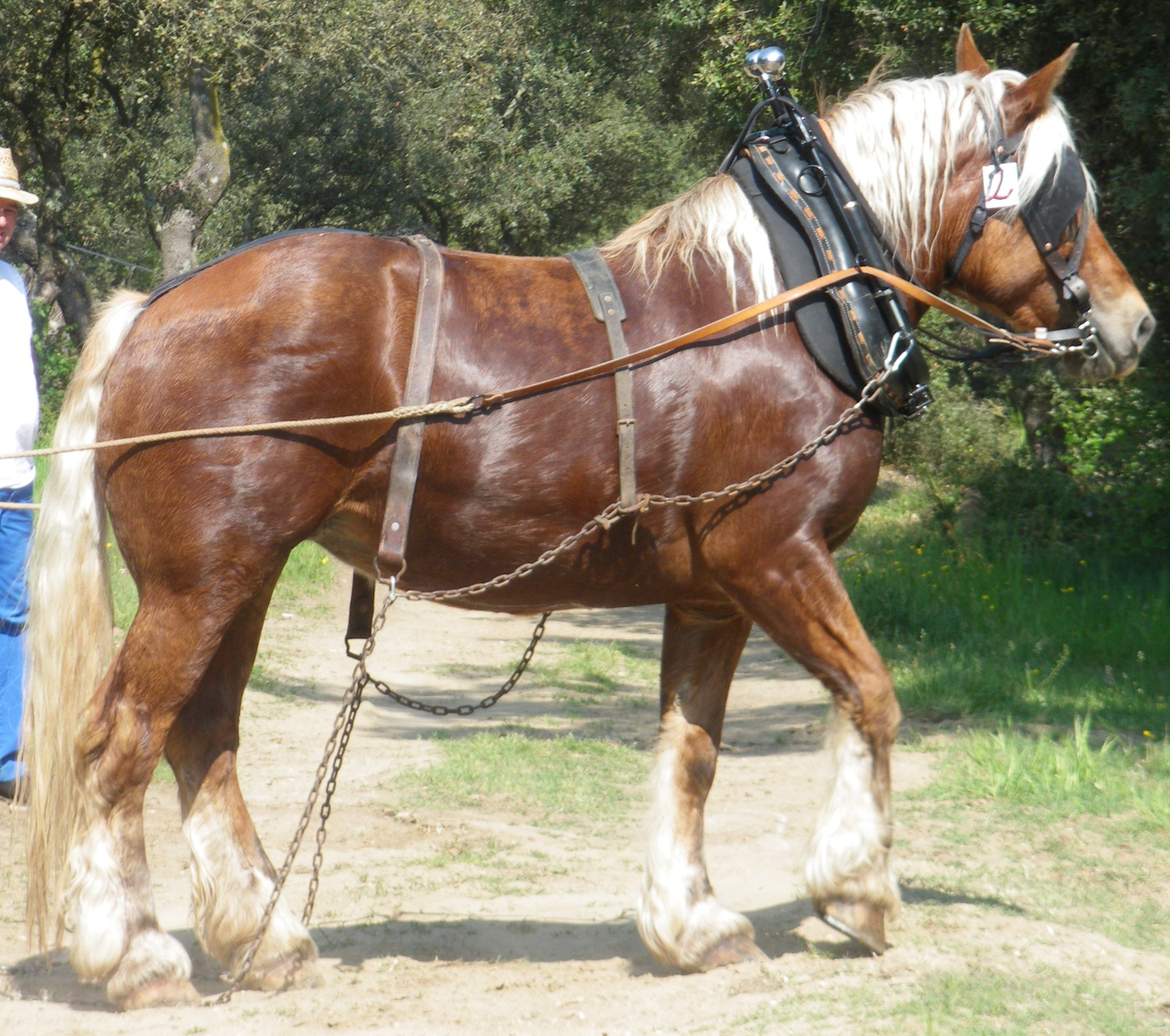
Cheval de trait (Comtois).
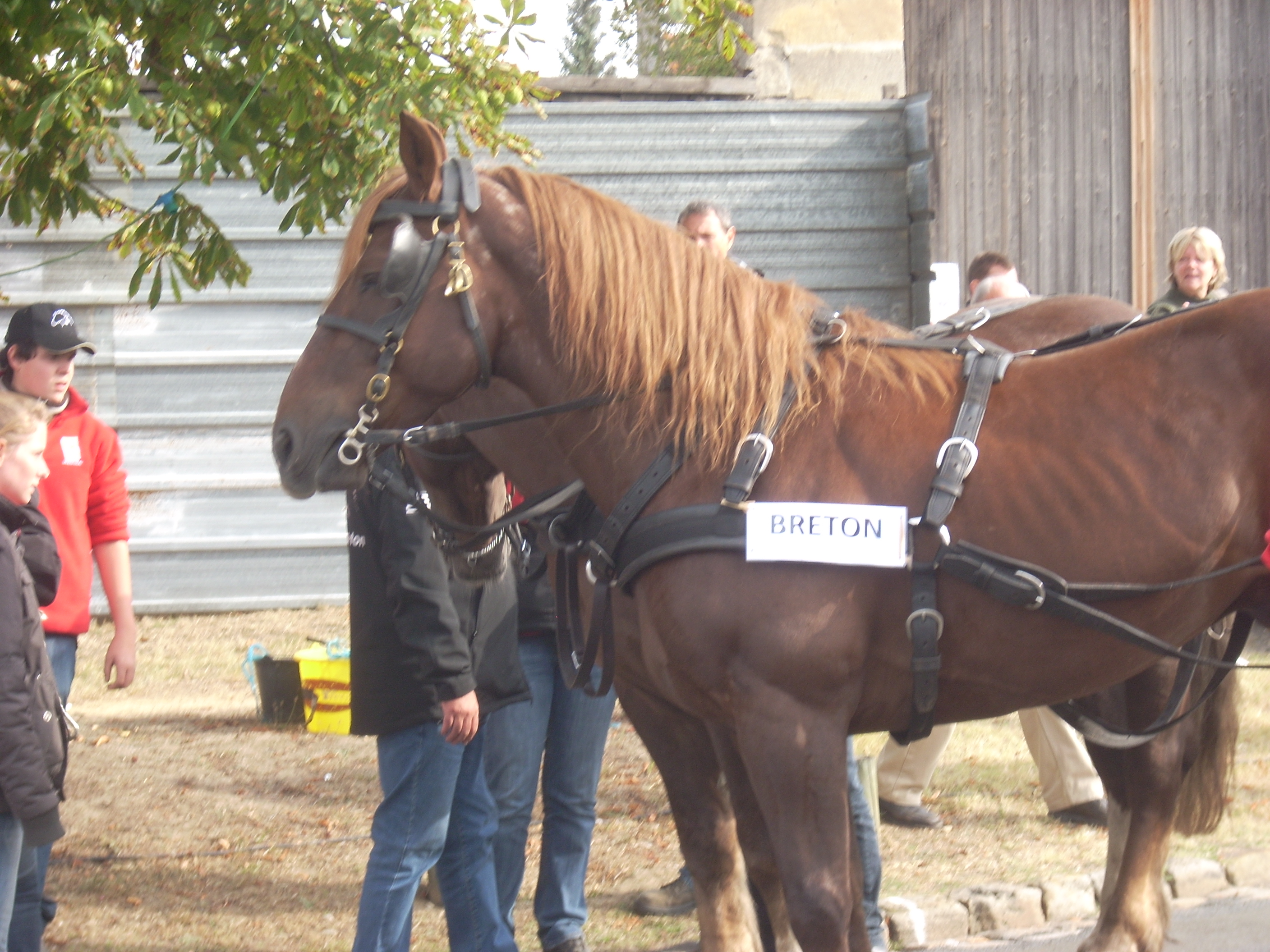
Cheval de trait (Breton).
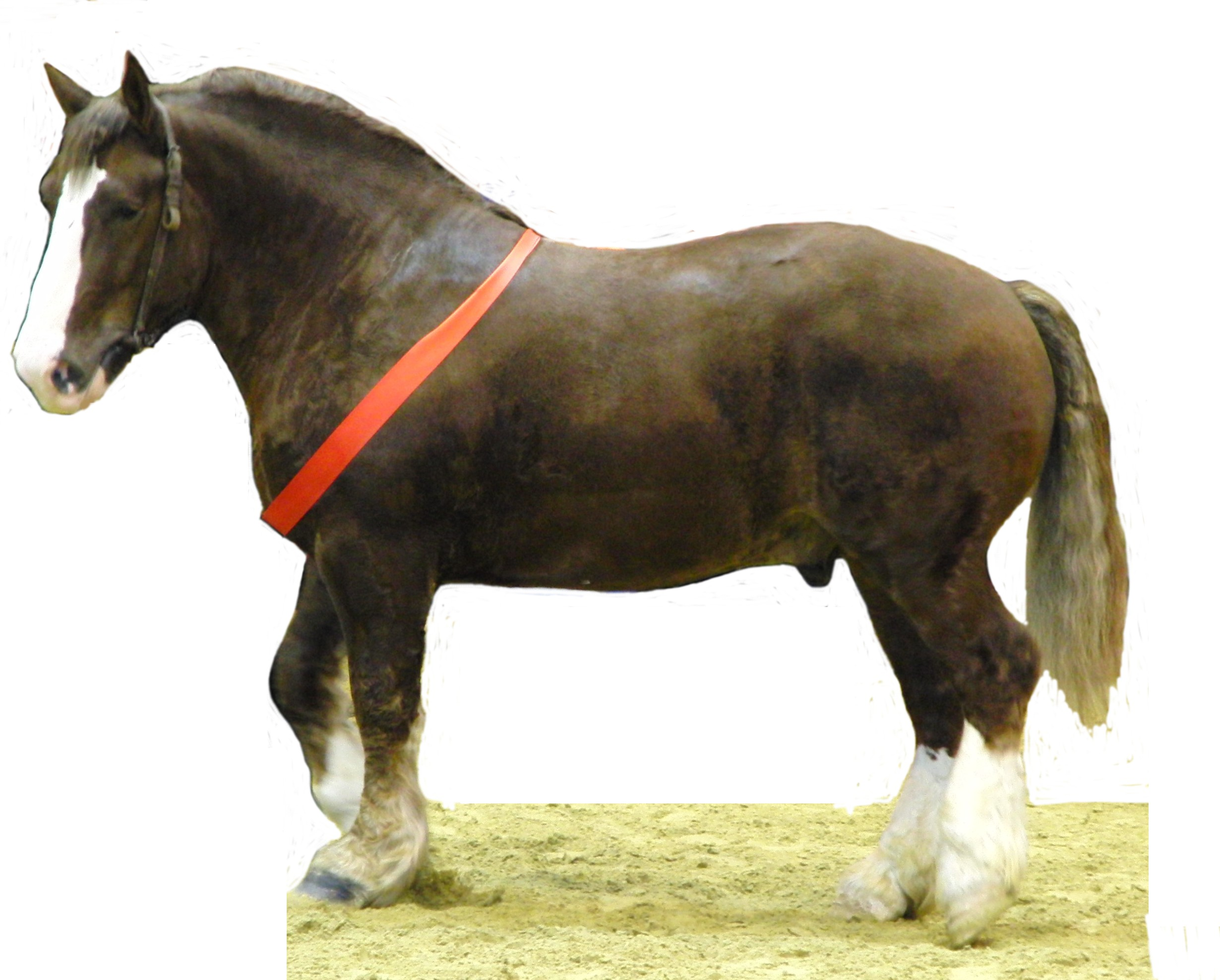
Cheval lourd (Breton).
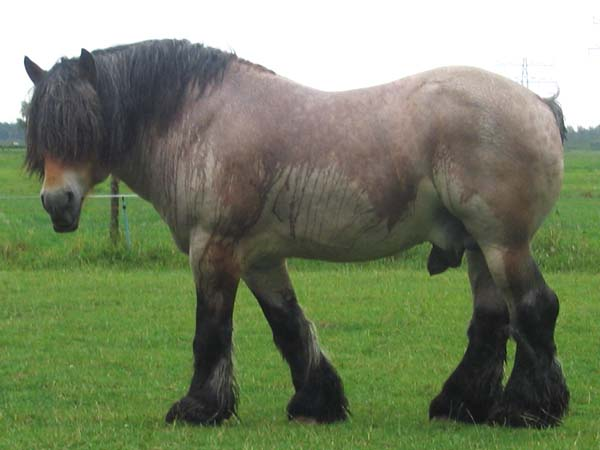
Cheval lourd (Belge).

### Mode d'élevage
Il existe deux modes d'élevage de chevaux lourds, le système intensif et le système extensif, le premier favorisant un abattage plus précoce (six mois) que le second. Le système extensif permet de valoriser les pâturages de zones difficiles, en complément avec des bovins et des ovins : en effet, le cheval se nourrit du refus des vaches, ce qui permet d'éviter d'avoir à passer un broyeur. Les chevaux sont généralement laissés en pâture, en stabulation libre, ou en semi-liberté. Dans le cadre d'un système extensif, l'élevage du cheval lourd permet « la valorisation de l'herbe dans les zones difficiles et les zones en déprise ». Le rapport entre un éleveur et son cheval lourd diffère de celui qui prévaut entre un éleveur et un cheval de trait, dans la mesure où l'animal reste beaucoup moins longtemps sur l'exploitation agricole, et n'est pas « dressé ». Le poulain lourd n'est généralement ni sociabilisé, ni manipulé, l'éleveur ayant peu d’intérêt à tisser un lien affectif avec un animal qu'il destine à l'abattage.

### Âge d'abattage
Le terme « laiton gras » désigne des poulains lourds abattus à l'âge du sevrage, vers 6-7 mois. Ils doivent être issus de juments de gros format, et sont complémentés en nourriture concentrée à partir de 4 mois. À l'automne, ils sont conduits avec leur mère sur les regains de pâture. À l'abattage, leur poids vif est de 380 à 420 kg, pour un poids carcasse de 220 à 240 kg.
Le poulain peut aussi être abattu vers 10-12 mois, au poids vif de 450 à 500 kg, pour un poids carcasse de 270 à 300 kg. La proportion d'aliments concentrés doit être limitée à 50 % de la consommation du cheval, pour éviter une prise de poids trop importante. Il existe aussi un choix d'abattage entre 18 mois et deux ans. Le poulain doit être nourri modérément l'hiver, puis avoir un accès illimité au pâturage l'été. S'il est abattu à 18 mois, il n'est pas castré, mais « terminé » par un complément de céréales durant ses deux derniers mois de vie. Si le poulain est trop léger ou a connu une croissance insuffisante, il est castré vers 18 mois et « poussé à l'auge » durant son second hiver, pour être abattu vers 22-24 mois, au poids vif de 600 à 650 kg.
Le choix d'abattage vers 30 mois est généralement motivé pour des poulains dont la croissance a été limitée ou retardée durant les deux premières années de vie, et qui sont remis à l'herbe après leur second hiver. Les mâles sont également castrés vers 18 mois. L'abattage à 30 mois peut concerner des femelles qui ne sont pas aptes à la reproduction. Le poids du poulain de 30 mois est compris entre 670 et 740 kg

### Problèmes de santé
Les chevaux lourds sont prédisposés à certains problèmes de santé. Beaucoup sont en état de surpoids, voire d'obésité. Le squelette d'un cheval lourd supporte un quart à un tiers de poids supplémentaire, par rapport à celui d'un cheval sélectionné pour la traction,. Avec le temps, ces animaux peuvent souffrir de problèmes d'articulations, d'aplombs et de reins, ainsi que de boiteries. Il y a également des risques de complications notables lors du poulinage, les juments lourdes étant fortement prédisposées aux difficultés post-partum. Elles sont plus susceptibles que les autres de souffrir d'une torsion utérine pendant le poulinage. On observe aussi des hernies diaphragmatiques, à cause de la pression abdominale. Si le poulain est trop gros pour sortir naturellement, les agriculteurs recourent à la vêleuse. Le risque de problèmes au poulinage est aggravé si le format de l'étalon est beaucoup plus important que celui de la jument, ou si cette dernière est trop jeune (mise à l'étalon dans sa deuxième année pour pouliner à trois ans, par exemple).
L'existence de problèmes musculaires chez les chevaux de boucherie est connue depuis longtemps. Les races de chevaux lourds sont très fortement touchées par la myopathie à stockage de polysaccharides. Les études révèlent un grand nombre d’occurrences de la mutation responsable du type 1 de la maladie chez les races du Trait belge, du Percheron, du Comtois, du Trait néerlandais et du Breton, avec des cas d'expressions sévères de la maladie chez le Trait belge et le Percheron. Des cas ont aussi été identifiés chez le Cob normand.

## Marché
Contrairement à une idée répandue, l'élevage du cheval lourd est nettement minoritaire au sein de la filière hippophagique. La majorité de la viande de cheval qui est consommée, de couleur rouge, provient d'animaux réformés de diverses activités, et non de chevaux lourds élevés spécifiquement pour ce marché. Le marché du cheval lourd concerne en grande majorité de la viande de poulain. Il est particulièrement actif en France, en Espagne et en Italie. Classiquement, les jeunes poulains français sont envoyés à l'engraissement en Italie. En raison de la dépendance des éleveurs français au marché italien, Interbev équins a pour objectif de développer la consommation de la viande de poulain en France, afin d'enrayer la chute des effectifs de chevaux lourds.
La géographe Sylvie Brunel et Bénédicte Durand considèrent la « relance » de l'élevage des chevaux lourds pour la viande en France comme un échec, puisqu'elle avait pour but de fournir le pays en viande de cheval, mais la grande majorité de la viande de cheval consommée en France est toujours importée. L'élevage du cheval lourd est donc fortement dépendant de la consommation hippophagique.

## Races de chevaux lourds
Certaines races sont élevées presque exclusivement pour la viande, d'autres comptent une orientation viande et un ou plusieurs objectifs d'élevage différents. Le modèle n'est pas forcément celui du cheval lourd. 
En Italie, les races Haflinger et Sanfratellano fournissent une large part de la production nationale de viande de cheval. Les Haflingers sont abattus entre 10 et 18 mois, à moins d'un problème de santé ou d'âge. En Suisse, le Franches-Montagnes n'a jamais été alourdi pour les besoins du marché de la viande, mais les poulains abattus vers l'âge de neuf mois sont appréciés.
| Visuel                                  | Nom                                 | Région d'élevage                                | Importance du débouché viande |
| --------------------------------------- | ----------------------------------- | ----------------------------------------------- | --- |
| Cheval de profil broutant dans son pré. | Ardennais                           | Nord-Est de la France, Belgique                 | Débouché viande majoritaire en France. |
|                                         | Boulonnais                          | Nord de la France                               | En 2010, 60 % du total des chevaux boulonnais est destiné à la boucherie, 80 % de ces chevaux à viande sont exportés (surtout en Italie) en vue d'être engraissés avant l'abattage. |
|                                         | Breton                              | Bretagne, Massif Central, Pyrénées              | Débouché viande majoritaire. |
|                                         | Burguete                            | Communauté forale de Navarre                    | Débouché viande majoritaire. |
|                                         | Cheval des montagnes du Pays basque | Pays basque espagnol                            | Presque exclusivement élevé pour la viande. |
|                                         | Cob normand                         | Normandie                                       | Existence de lignées à viande pesant environ 900 kg. |
|                                         | Comtois                             | Franche-Comté, et une bonne partie de la France | Débouché viande majoritaire (primes à l'engraissement, ouverture d'abattoir en Franche-Comté...).                                                                                   |
|                                         | Hispano-Bretón                      | Castille-et-León                                | Presque exclusivement élevé pour la viande |
|                                         | Jaca Navarra                        | Communauté forale de Navarre                    | Presque exclusivement élevé pour la viande. |
|                                         | Nouvel Altaï                        | Russie et Kazakhstan                            | Débouché viande majoritaire |
|                                         | Percheron                           | France principalement                           | Un tiers du cheptel mondial élevé pour la viande en 2009, dont 70 % en France. |
|                                         | Pyrénées catalanes                  | Catalogne                                       | Presque exclusivement élevé pour la viande. |
|                                         | Trait italien                       | Italie                                          | Débouché viande majoritaire |
|                                         | Trait de Rhénanie                   | Allemagne                                       | Débouché viande existant |

## Controverses et acceptation sociale
L'élevage de chevaux pour la viande suscite des controverses, de nombreuses personnes étant opposées à l'hippophagie, et à l'idée même d'un élevage de chevaux à cette fin. D'après Bernadette Lizet, en France, les éleveurs de chevaux lourds présents au salon international de l'agriculture ont pris l'habitude de cacher leurs motivations aux visiteurs parisiens, en évoquant la « passion », sans jamais parler des critères de concours des races lourdes, ni des ateliers d'engraissement, ni de la « finition-viande en Italie ». Les citadins sont en effet choqués par l'existence d'un tel élevage, qu'ils associent volontiers à de la « barbarie ». Jean-Pierre Digard cite l'exemple d'un « éleveur de splendides chevaux lourds paralysé par la peur de devoir expliquer qu'il élevait des chevaux pour la boucherie », lors d'une interview sur un podium de présentation au salon international de l'agriculture de 2008.
Dans le Pays basque espagnol, la commercialisation de la viande des poulains élevés localement s'appuie sur une stratégie commerciale élaborée. Le langage est modernisé pour diminuer l'impact émotionnel créé par l'idée de consommer du cheval, en parlant à la place de « viande de poulain » (Carne de potro), l'impact émotionnel du mot « poulain » n'étant pas jugé aussi fort que celui du mot « cheval ».
D'autres controverses concernent les violences que certains éleveurs font subir aux poulains lourds, et l'attribution de primes d'élevage à des animaux en mauvaise santé (obèses, voire boiteux) au détriment des chevaux de trait d'utilisation, chez les races bretonne et comtoise notamment.